# Jerma
Die Jerma (serbisch-kyrillisch Јерма) oder Erma (bulgarisch Ерма) ist ein Fluss in Serbien und Bulgarien mit einer Gesamtlänge von 74 km. Die Quelle befindet sich in der Nähe des Vlasinasees im südostserbischen Hochland. Von dort verläuft der Fluss in nördlicher Richtung und überquert bei Strezimirovci die Grenze zu Bulgarien. Nach 26 km erreicht die Jerma erneut die serbische Grenze und mündet nahe der Stadt Pirot in die Nišava. Die Jerma bildet sowohl in Serbien als auch in Bulgarien eine Schlucht. An den Ufern der Jerma befindet sich das Kloster Poganovo.
Der Fluss ist seit 2005 Namensgeber für den Erma Knoll, einen Berg auf der Livingston-Insel in der Antarktis.

## Weblinks

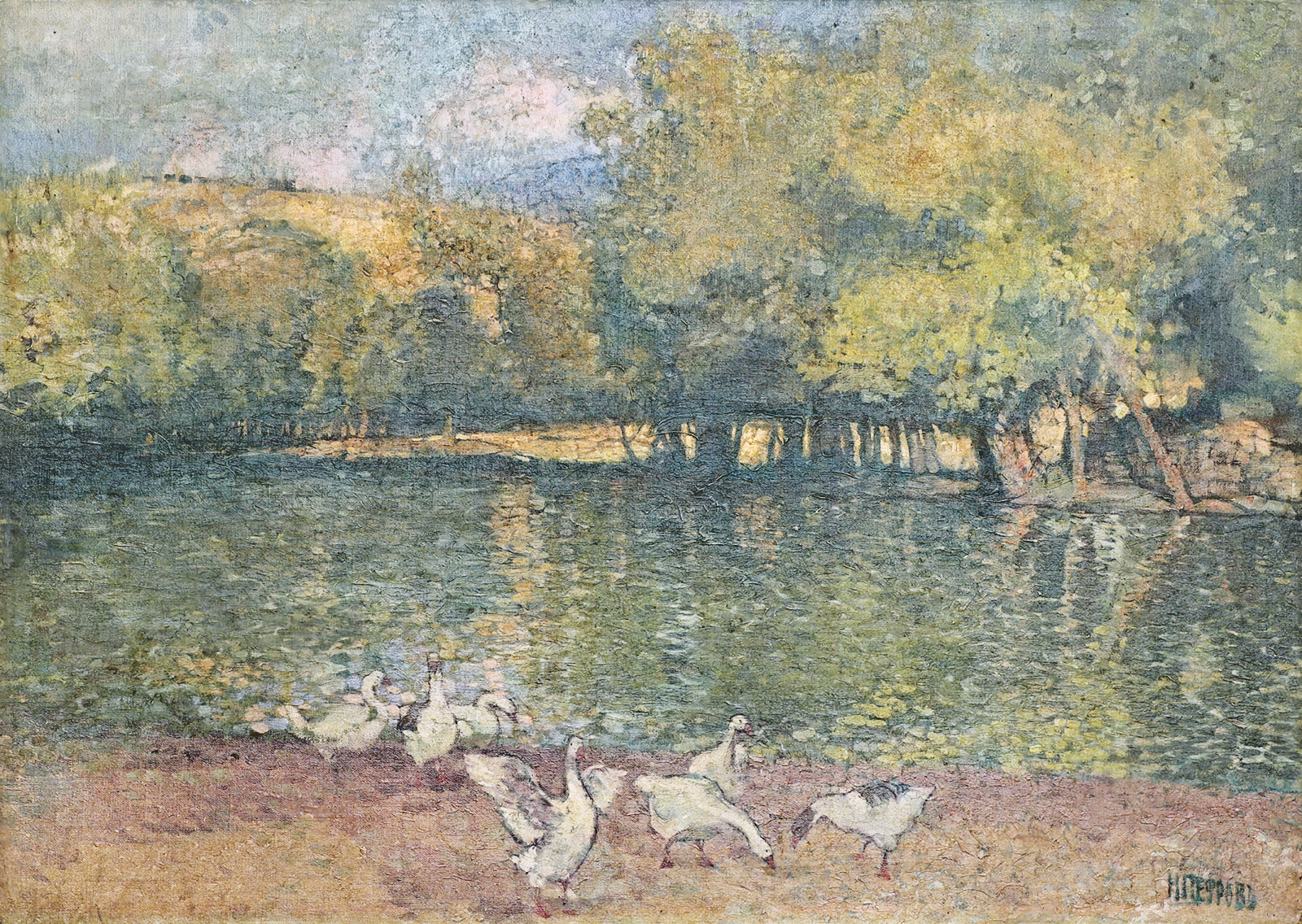
Die Jerma bei Tran, Gemälde von Nikola Petrov, 1910